# Gentianella gentianoides
Gentianella gentianoides är en gentianaväxtart som först beskrevs av Adrien René Franchet, och fick sitt nu gällande namn av H. Smith. Gentianella gentianoides ingår i släktet gentianellor, och familjen gentianaväxter. Inga underarter finns listade i Catalogue of Life.